# Chala (ekologie)

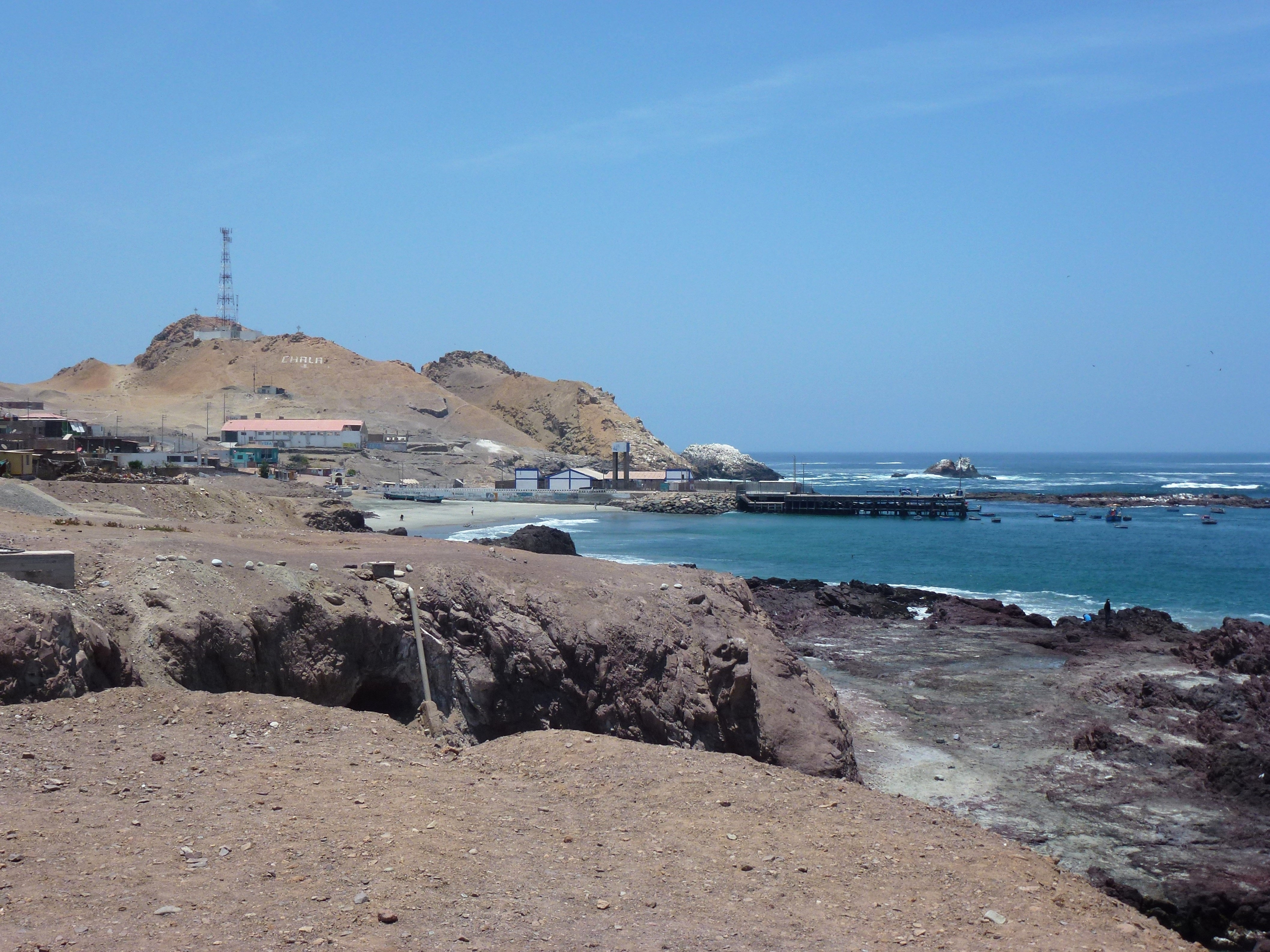
Chala v provincii Caravelí v Peru

Chala (též Costa) je název biotopu v Jižní Americe, tvoří podstatnou část pobřeží Peru. Tato zóna je určena nadmořskou výškou od 0 do 500 m nad mořem, většinou je bez zapojené vegetace. Srážky jsou minimální, avšak vzdušná vlhkost je značná, což se projevuje ve formě častých mlh. 